# Qipanjing
Qipanjing (kinesiska: 棋盘井, 棋盘井镇) är en köping i Kina. Den ligger i den autonoma regionen Inre Mongoliet, i den norra delen av landet, omkring 420 kilometer väster om regionhuvudstaden Hohhot. Antalet invånare är 74934. Befolkningen består av 31 727 kvinnor och 43 207 män. Barn under 15 år utgör 16,0 %, vuxna 15-64 år 81 %, och äldre över 65 år 2,0 %.
Genomsnittlig årsnederbörd är 306 millimeter. Den regnigaste månaden är juli, med i genomsnitt 84 mm nederbörd, och den torraste är januari, med 2 mm nederbörd.